# سون سونگ وون
سون سونگ وون (متولد ۲۹ ژوئن ۱۹۹۰) بازیگر کره جنوبی است. او بیشتر در تئاتر موزیکال فعال است و جوانترین بازیگر کره‌ای بود که با بازی در هدویگ و اینچ عصبانی در سال ۲۰۱۳ توجه زیادی جلب کرد.
او به خاطر بازی در سریال تلویزیونی دوران جوانی و خنده در وایکیکی شناخته شده‌است!